# モナミ商事
モナミ商事株式会社（モナミしょうじかぶしきがいしゃ）は、愛知県でパチンコ店のチェーン展開、および不動産の賃貸業をしていた会社。
1967年（昭和42年）に法人化し、愛知県内でパチンコホールを4店舗経営していた。最盛期の1995年（平成7年）には年商約182億円を計上していたが、2003年（平成15年）以降業績は低迷、3店舗を会社分割により事業譲渡し、2008年（平成20年）9月30日の株主総会で解散を決議。2009年（平成21年）4月15日、特別清算開始決定。負債総額は45億円（見込み）。

## 店舗
- モナミ本店（一宮市末広三丁目11番10号）
- モナミ西春店（北名古屋市沖村東ノ郷16番地1）
- モナミ瀬戸店（瀬戸市川西町一丁目125番地）
- プレイゾーン　ドラゴン高蔵寺店（春日井市上野町字裏田175番3）